# Önnereds HK
Önnereds Handbollsklubb (Önnereds HK) är en svensk handbollsklubb från stadsdelen Önnered i västra Göteborg. Klubben bildades den 5 juni 1985 genom en utbrytning från Önnereds IK, som hade startat sin handbollsverksamhet 1965.

## Historia
Önnereds IK startade handbollsverksamhet 1965 i Önnered i Göteborg. Klubben ombildade den 5 juni 1985 då handboll och fotboll skildes åt. Önnereds Handbollsklubb blev handbollsklubbens namn.
Herrlaget spelade i Allsvenskan 2012/2013 och kvalade sig upp för spel i Elitserien säsongen 2013/2014. Det var herrlagets första i högsta divisionen sedan 2005/2006.
Damlaget har nationellt varit framgångsrikare ån herrlaget och har spelat 18 säsonger i högsta serien 9 säsonger från 2001 till 2010, tre säsonger 2013 till 2016 och sedan från 2017 sex säsonger till 2023. Klubbens bästa placering en tredjeplats nådde man 2022/2023.

## ÖHK-hallen

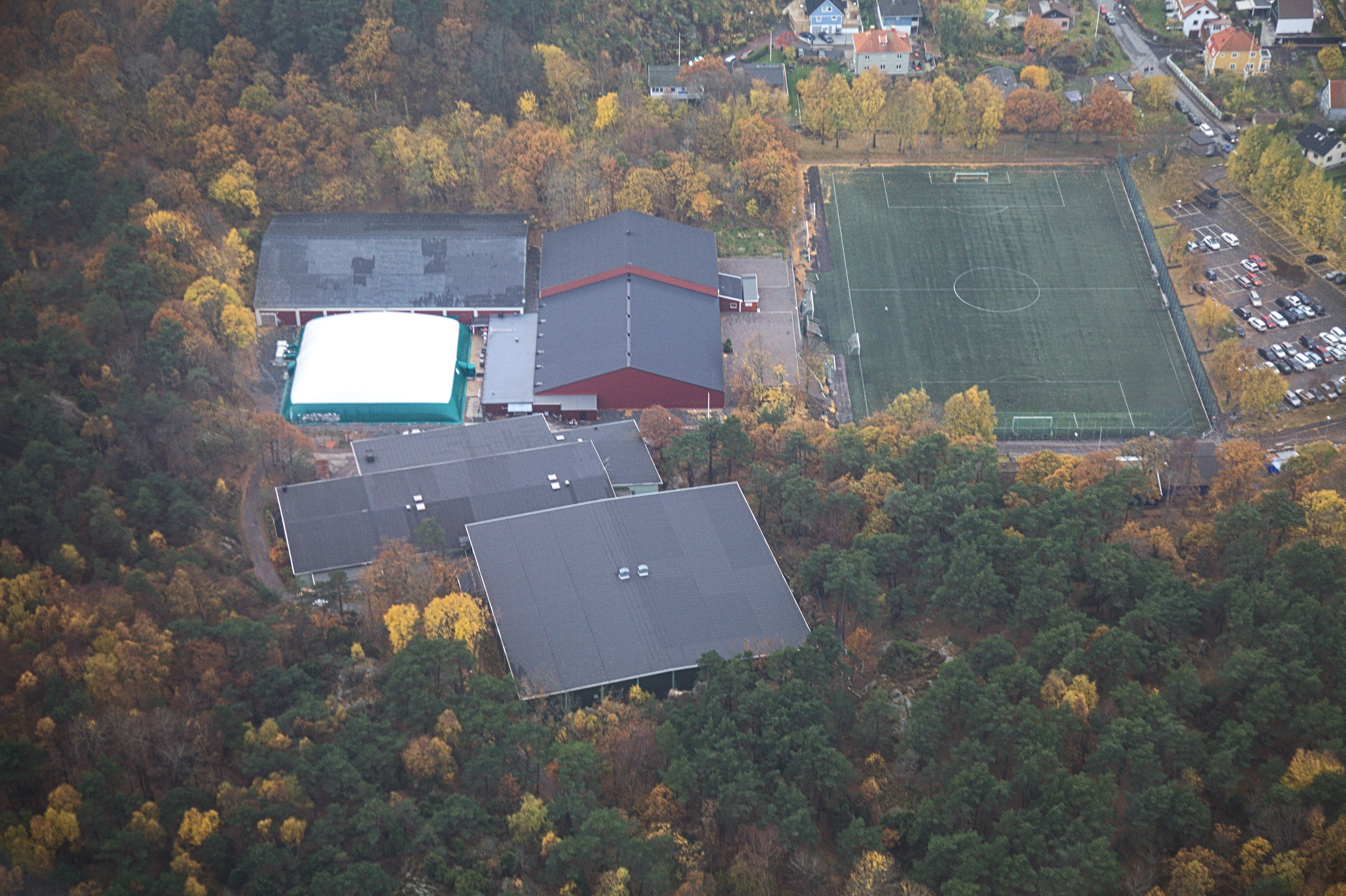
ÖHK-hallen (längst ner i bild), 2013.

1992 invigdes ÖHK-hallen, hemmaarena för Önnereds HK. Efter utbyggnader var den godkänd för en publik med 1 000 personer. År 2008 invigdes ytterligare två fullmåttshallar. Inför säsongen 2013/2014 gjordes en ny tillbyggnad av läktarna, som medförde att A-hallens publikkapacitet utökades till 1 500 personer. Lokalerna rymmer också gym, café, en mindre klubbshop samt administrativa lokaler.
Hallen ligger på Redegatan 18, Västra Frölunda, och är granne med Påvelunds TBK.

## Spelare i urval

### Damer
- Jessica Aronsson (2000–2009)
- Johanna Aronsson (2002–2005, 2007–2009)
- Veronica Fredrixon (?–2008)
- Karin Isakson (2004–2007)
- Caroline Levander (2013–2015)
- Olivia Mellegård (–2015)
- Jessica Ehrnbring (2014-2019)
- Madelene Olsson (tränare)
- Loui Sand (ungdomsspelare, 2005–2009)

### Herrar
- Andreas Berg (2011–2015, 2020–2024)
- Daniel Blomgren (2013–2019)
- Anton Hallbäck (2019–2021)
- Richard Hanisch (2012)
- Daniel Komayesh (2013–2015)
- Adam Krantz (2009–2015)
- Andreas Nilsson (2024–)
- Fredrik Ohlander (1996–1998)
- Gustav Rydergård (2003–2006)
- Adel Saadoun (2006–2013)
- Marcus Tobiasson (2011–2015)
- Andreas Ungesson (2012–2013)
- Mirko Vicentijevic (2016–2022)
- Hampus Wanne (–2005, 2013)
- Pontus Zetterman (2023–)